# Badia del Vallès
Badia del Vallès – gmina w Hiszpanii, w prowincji Barcelona, w Katalonii, o powierzchni 0,93 km². W 2011 roku gmina liczyła 13 563 mieszkańców.